# 拿督公

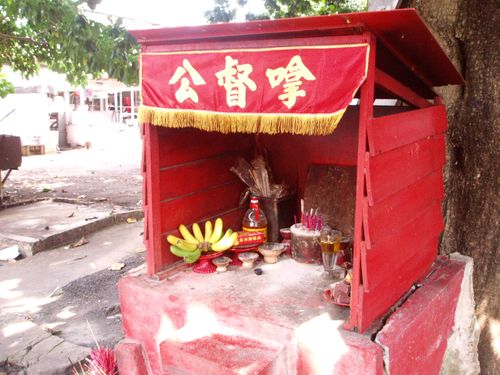
華人民俗信仰的拿督公神龕

拿督公（廣東話：Na Tok Kong，又作嗱督公、藍卓公、藍啅公等）是東南亞民間信仰的神祇，通常見於馬來西亞、新加坡、泰國南部和印度尼西亞的马六甲海峽沿岸地區，是一個混合馬來亞祖靈崇拜、回教的蘇非派信仰和中國民間信仰產生的神祇。

## 華人信仰的拿督公
華人信仰拿督公可以追溯至19世紀初，初到南洋的華人將異地的神靈引入傳統的中國民間信仰，以線香、火燭、水果、冥鈔的傳統方式祭祀，祈求庇佑地方的安寧，演變到後來，華人社群會在住宅區、商業區或工業區處的空曠處或角落，設置一個専門供奉拿督公的神龕，視為保佑地方和生活的地主神。華人信仰的拿督公形像是一個身穿馬來民族服飾的長者，安置在大馬路旁的紅色神龕，神龕內有香爐、神主牌、令旗等道教法器，在神主牌位的顯眼位置有「唐」、「番」的字樣，「唐」代表的是唐人（華人）的土地神，「番」代表的是馬來人的土地神，也被稱為「Ang Kong」。

## 馬來人信仰的拿督公
馬來人信仰的拿督公稱為，是回教傳入東南亞以前就已經存在的神靈。所謂的「拿督」，是對馬來王國的大臣、長老、酋長或貴族的稱謂，當這些「拿督」逝世後，他的子民將他的靈格神化，稱之為「聖跡」（Keramat），祈求他的神靈能夠庇佑地方上的安寧。
馬來人信仰的拿督公並沒有固定的形象，野外的洞穴、老樹、岩石都可能是拿督公的居處，鱷魚、老虎、蟒蛇之類的野獸被視作是拿督公的化身。許多迷信者認為，如果一個地方的拿督公性格頑劣的話，必須定期以香花、檳榔、栳葉、菸草與蠟燭等祭品進行祭祀，加以安撫，否則會引起拿督公的不滿而招惹麻煩。
自馬來亞獨立至1980年代以後，馬來亞馬來人對信仰的認識加深，強調唯一的真主安拉，基本上已經摒棄拿督公信仰。不過，拿督公信仰仍有小部分在馬來社群間流傳，衹不過馬來巫師捨棄召喚拿督公降靈的方式，改以「真主的名義」呼喚拿督公降乩辦事。
華人民間信仰認為「拿督公」類似地主神，「大伯公」往往是職能相同的，所以給予兩者相同的祭祀儀式，可是馬來人並不以同樣的方式祭拜華人神祇，並將華人的神祇統稱為。

## 印度人信仰的拿督公
印度人信仰的拿督公較接近馬來人信仰的原貌，認為拿督公是嗜好血食的神靈，如果得不到滿足就會製造麻煩，也不是華人信仰的「五方五土」說法的衍伸。印度人也認為，信徒可以利用降靈的方式與拿督公進行交流，在付出一定代價後，滿足信徒的個人愿望，一旦無法給予拿督公滿意或等價的交換條件的話，就會召來惩罰。

## 另見
- 城隍爺 (Seng Ong Yah）
- 大伯公（Tua Pek Kong）
- 地主公（Teh Zhu Kong）
- 地基主
- 境主公